# 타브리다주
타브리다주(러시아어: Таврическая область)는 1784년부터 1796년까지 존재했던 러시아 제국의 주로 주도는 심페로폴이다. 1796년 노보로시야현에 편입되었다.